# Ан Зионг-вионг

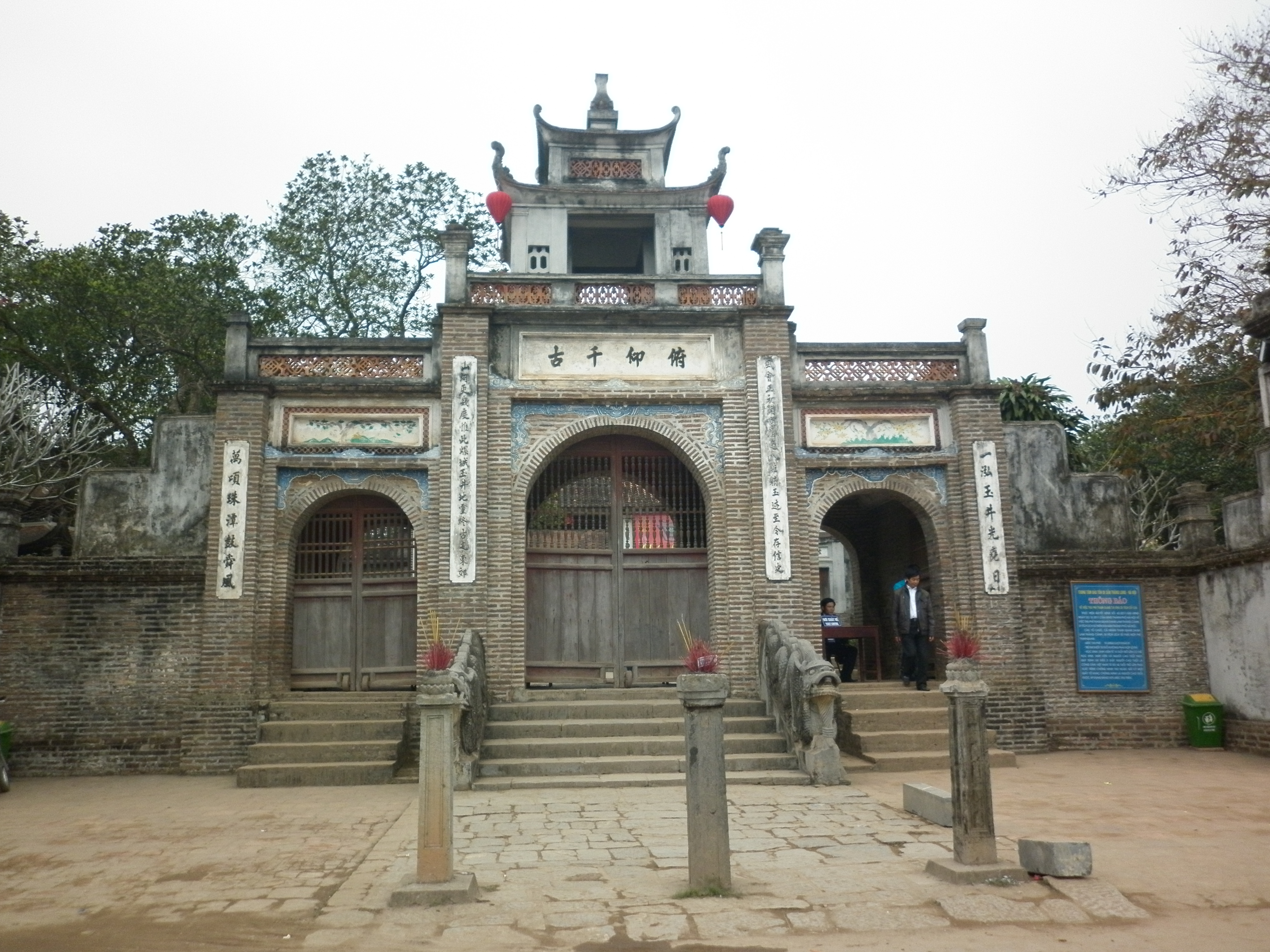
Храм Ан Зионг-вионга в Колоа поблизу Ханоя

Ан Зионг-вионг (в'єт. An Dương Vương, тьи-ном 安陽王), справжнє ім'я Тхук Фан (в'єт. Thục Phán, 蜀泮) — вождь аув'єтів, який у III ст. до н. е. розбив державу хунгвионгів — Ванланг — і заснував свою державу Аулак. Столицею Аулаку стала фортеця Колоа. Згідно з легендами, правління Тхук Фана тривало з 258 до 208 року до н. е. У цей період племена гірських жителів аув'єтів і рівнинних лакв'єтів об'єдналися, і народ, що утворився, став іменуватися в'єтами. Існування Ан Зионг-вионга як історичної особи заперечують деякі історики.
Згідно з Повним зібранням історичних записок Дайв'єта і Схваленого найвищим повелінням загального зерцала в'єтської історії, основа і подробиці, Ан Зионг-вионг був принцом з царства Тхук, тобто царства Шу (Thục, кит. трад. 蜀, піньїнь: Shǔ, акад. Шу), якого батько послав дослідити території, які зараз є південними китайськими провінціями Гуансі та Юньнань, щоб переселити своїх людей у сучасний північний В'єтнам під час вторгнення династії Цінь. Однак ця історія суперечить фактам, оскільки Шу було завойоване у 316 році до н. е., а Тхук Фан правив між 257 р. і 207 р. до н. е.
Перемога Тхук Фана над останнім хунгвионгом Хунг Зуе (Hùng Duệ) овіяна легендами. Є принаймні три версії подій.
1. Тхук Фан багато разів нападав на Хунг Зуе, але той кожного разу легко відбивав атаку. Розслабившись, Хунг Зуе став постійно бенкетувати, і одного разу, напившись, пропустив напад. Коли придворні нарешті змогли розбудити хунгвионга, він злякався і стрибнув у колодязь, де й помер. Народ Ванлангу підкорився Ан Зионг-вионгу[6].
2. Тхук Фан переміг Хунг Зуе, убив його і всіх його родичів[7];
3. Хунг Зуе на деякий час передавав трон божеству, яке порадило поступитися престолом Тхук Фану, що перший і зробив[7].

Закінченню царювання Ан Зионг-вионга також присвячена легенда. Нібито чоловік на ім'я Као Ло виготовив чарівний арбалет, який вражав одним пострілом 300 осіб, і передав його Ан Зионг-вионгу. Володар Намв'єта Ч'єу Да попросив руки Мі Тяу (Mỵ Châu, 媚珠), дочки Ан Зионг-вионга, нібито для укладення шлюбу зі своїм сином Чонгом Тхюї (Trọng Thủy, 仲始). Насправді син, потрапивши в царські покої, замінив чарівний спусковий гачок арбалета на копію, після чого Ч'еу Та напав на Колоа і розгромив її. У запалі битви Ан Зионг-вионгу явилася Золота Черепаха, яка сказала йому, що врятує його, якщо він уб'є свою дочку, винуватицю події. Ан Зионг-вионг так і вчинив, після чого Черепаха змусила води моря розступитися і забрала його на дно. Китайські джерела не згадують чарівного спускового гачка, повідомляючи, що Чонг Тхюї поламав арбалет. Насправді син Ч'еу Та одружився з Мі Тяу і жив в Аулаку кілька років, до вторгнення армії Намв'єту.